# 伊兹密特
伊兹密特（土耳其語：İzmit），古希臘以及古羅馬時期稱為尼科米底亞（希臘語：Νικομήδεια），是位于土耳其西北部的城市，也是科贾埃利省的首府，共有人口300,611人（2011年人口普查）。伊兹密特是一个重要的工业中心，拥有大量石化、造纸和水泥工厂设施。同时，它还是交通枢纽和主要港口。

## 大事記
- 337年5月22日，君士坦丁大帝在伊兹密特附近的皇家别墅中去世
- 1999年8月17日，伊兹密特发生了里氏7.4级的地震，造成约19,000人遇难
- 2012年11月16日，科喀艾里的防震减灾项目“Prepare Before It's Too Late: Learn To Live With Earthquake（未雨綢繆：學會在地震下生存）[1]”获得广州国际城市创新奖[2][3]